# Sembra ieri (romanzo)
Sembra ieri è un'autobiografia scritto da Luciano De Crescenzo ed edito nel 1997 da Arnoldo Mondadori.

## Trama
Si tratta di un libro autobiografico nel quale l'autore racconta le storie e gli eventi più divertenti e caratterizzanti che gli siano accaduti durante la sua infanzia a Napoli in compagnia dei parenti, dei nonni e degli zii. Alla fine di tutto ciò De Crescenzo immagina di morire e di trovarsi nel paradiso e di conoscere tutti i più grandi filosofi del mondo antico tra i quali quello da lui più amato: Socrate.

## Capitoli
- Eravamo felici
- La nonna
- Rosa
- Zio Luigi
- La povera zia Olimpia
- Zia Maria
- Zio Alfonso
- Zio Bebè
- Champagne
- Papà (con mammà)
- Mammà
- L'ultimo giorno
- In Paradiso